# Diplothele halyi
Diplothele halyi is een spinnensoort uit de familie Barychelidae. De soort komt voor in Sri Lanka.